# Helen Bina
Helen Bina, född 19 maj 1912 i Chicago, Illinois, död 15 mars 1983 i Framingham, Massachusetts, var en amerikansk skridskoåkare. Hon deltog i uppvisningsgrenen skridsko för damer i de olympiska vinterspelen 1932 i Lake Placid. Hon kom trea på 1 500 meter, sexa på 500 meter, men lyckades inte kvalificera sig till finalen på 1 000 meter.